# Bonde da Stronda
Bonde da Stronda (ou BDS) foi um grupo musical brasileiro formado em 2006 na cidade do Rio de Janeiro por Diego Thug e Léo Stronda, além dos ex-membros MC's Cot e MC Night. O nome Stronda deriva do estilo musical de rap stronda, baseado em letras sobre noitadas e sexo.
Entre alguns dos maiores sucessos da dupla estão, "Nossa Química", "Tudo Pra Mim", "Tic-Tic Nervoso", "XXT", "Zika do Bagui (part. Pollo)", "Mansão Thug Stronda (part. Mr. Catra)", "Playsson Raiz", "Esbórnia e Álcool", "Na Atividade (part. MC Guimê)", "Blindão", entre vários outros.

## História

### 2006-2008: Início de carreira e primeiro álbum
Bonde da Stronda inicialmente surgiu como um grupo de amigos que se reuniam para sair e fazer festas. Até que no dia 5 de novembro de 2006 eles iniciaram sua carreira musical, sendo formado por Diego Thug (Diego Villanueva), Léo Stronda (Leonardo Schulz), MC Cot (Marcus Vinicius) e MC Night (Patrick Lopes). Tudo começou quando Léo Stronda resolveu mostrar para Diego Thug, que eram amigos de infância, a letra de uma música que ele tinha composto em casa chamada "Vida de Playsson" e o chamou para gravar apenas para mostrar para os amigos. Como não tinham nenhuma experiência ainda no ramo musical, eles começaram com gravações caseiras e usando arranjos de outras músicas internacionais. Logo com o lançamento independente das canções na internet, ficaram reconhecidos pela mídia e se popularizaram entre os jovens devido a suas músicas politicamente incorretas e seu um estilo próprio, abordando temas que falam da realidade de seu dia-a-dia tendo assuntos como combate ao preconceito, mulheres, noitadas, bebidas, namoro, amor e sexo.
Nesse tempo de sua carreira gravaram várias músicas que podem ser encontradas facilmente no YouTube.
Em 2007, MC Cot chegou a deixar o grupo por razões desconhecidas, ele gravou algumas músicas, porém não chegou a participar de nenhum álbum. Logo mais tarde, em 2008 lançaram seu primeiro álbum independente, que é o único que MC Night chegou a participar, usando apenas bases de outras músicas internacionais chamado Stronda Style, ele foi produzido por Diego Thug e lançado para o formato digital. Após isto, no final de 2008, Night resolveu sair do grupo, também por razões desconhecidas, enquanto Diego Thug e Léo Stronda seguiram suas carreiras como dupla.[carece de fontes?] Fizeram ainda nesse ano a participação na música "A Velha Novidade" da banda Catch side.

### 2009-2010:Nova Era da Strondae contrato de gravação
Em 2009, o Bonde da Stronda fez a regravação da música dos anos 1980 "Tic Tic Nervoso" de Kid Vinil que foi trilha sonora da novela Malhação ID exibida pela Rede Globo e lançaram um videoclipe da música, que foi o primeiro clipe oficial da dupla.
Após o lançamento de seu álbum demo, Stronda Style, em 2008, o Bonde da Stronda assinou com a gravadora Galerão Records. Em 2009, se iniciaram as gravações de seu primeiro álbum de estúdio que foi logo intitulado Nova Era da Stronda. No dia 9 de agosto de 2009 o álbum foi lançado oficialmente no formato virtual. O álbum traz novas músicas e regravações de alguns antigos sucessos da dupla, em que eles contam mais a fase de sua adolescência. Nova Era da Stronda traz a participação de Mr. Catra na música "Mansão Thug Stronda", de Tathi Kiss em "Belo Par" e da banda Diwali em "Quando você menos Esperar", suas músicas agora lançadas com bases próprias fazendo um trabalho mais profissional.
Em 2010, gravaram o single "Hell de Janeiro" com Leleco22 e logo depois também o single "Você é um Vicio" com DH da banda Cine. No dia 11 de abril de 2010 eles lançaram um vídeo clipe da música "Playsson Raiz". O videoclipe da música "Mansão Thug Stronda" foi lançado em 18 de setembro de 2010, passando de 50 milhões de acessos no YouTube.

### 2011-2012:A Profecia
Bonde da Stronda em 2011, no dia 8 de fevereiro, lançaram o videoclipe "Tudo Pra Mim" com intuito de divulgar seu próximo trabalho, o álbum A Profecia. Foram lançados como singles também as faixas "A Profecia" e o "Bagulho é muito Louco". Logo depois, em 16 de março do mesmo ano foi lançado o videoclipe do single "Hell de Janeiro", que não faz parte de nenhum álbum, juntamente com a participação de Leleco22. Ainda em 2011, no dia 2 de dezembro, o CD A Profecia foi lançado, seu novo álbum apresentava um som mais maduro, diferente de Nova Era da Stronda, mostrando a evolução músical do grupo. A venda do CD nas lojas de venda online foram esgotadas em apenas cinco minutos após seu lançamento. Em seu novo álbum trazem a participação de Babí Hainni em "Tudo pra Mim" e novamente a participação de Mr. Catra, em "KingStar". Gravaram dois singles, "Faço Tudo que Quiser" com Tonza e "Sangue Bom" com MC Marechal, ambos produzidos pelo Produtor Cyber. No final de 2011, no dia 25 de outubro o videoclipe da música "Esbórnia e Álcool" foi lançado.

### 2012-2013:Corporação, novos projetos eFeito pras Damas

#### Corporação
No dia 4 de Julho de 2012 lançaram sua primeira mixtape chamada Corporação, tendo a participação de Dudu Nobre, MP, Alandin e Pollo. O videoclipe da música "Tem que Respeitar" com a participação de Dudu Nobre foi lançado no dia 13 de julho de 2012, a música conta com uma mistura do hip hop com o samba, na qual Dudu Nobre e Mr. Thug tocam seus cavaquinhos juntamente a uma batida de rap. O clipe foi gravado na casa de um amigo da banda na Barra da Tijuca e teve mais de 140 mil visualizações em seu primeiro dia de lançamento na internet, atualmente conta com mais 3 milhões de acessos no Youtube. A partir de 30 de agosto de 2012, começaram as gravações do segundo videoclipe do álbum Corporação com a música "Zika do Bagui", que traz a participação de Pollo, que mais tarde teve uma repercussão bastante positiva. No dia 4 de outubro de 2012 foram finalizadas as gravações, tendo assim o seu lançamento.
Em fevereiro de 2013, Bonde da Stronda iniciou as gravações do terceiro clipe do álbum Corporação com a canção "Swing do Bonde". O clipe foi lançado em 15 de março de 2013, sendo gravado na Barra da Tijuca. As gravações do clipe "Das Antigas" iniciaram-se em 19 de maio de 2013, das quais os integrantes postaram várias fotos em suas redes sociais. O clipe da canção foi lançado oficialmente em 9 de de junho de 2013.

#### Projeto dos passatempos
Bonde da Stronda realizou um projeto de dois singles que cada integrante canta sobre seu passatempo. Em seu primeiro, Diego Thug relata seu vício e paixão por tatuagens com o single "Tem Espaço? Faz Tatuagem!", lançado no dia 7 de dezembro juntamente com um videoclipe. No segundo single, "Bonde da Maromba", é a vez de Léo falar sobre sua dedicação e paixão pela academia e pelo fisiculturismo, juntamente com um clipe, a estreia do single ocorreu no dia 17 de dezembro.

#### Feito pras Damas
O grupo pretendia lançar em novembro, no fim de 2012 sua segunda mixtape intitulada Feito pras Damas, porém as gravações atrasaram devido ao projeto dos dois singles sobre os passatempos dos integrantes. O álbum foi lançamento oficialmente em 18 de janeiro de 2013 para download digital grátis.
Bonde da Stronda também gravou um clipe da música "Minha Pira" da banda Hevo84 que foi lançado no dia 22 de janeiro.

### 2013-2014:O Lado Certo da Vida Certa
Em 8 de maio de 2013, Bonde da Stronda anunciou o início das gravações de seu quinto álbum de estúdio nomeado O Lado Certo da Vida Certa. No dia 15 de agosto de 2013  foi lançado o primeiro single "Eu Só Queria", juntamente a um videoclipe, e passou de 200 mil acessos durante seu primeiro dia no YouTube. O Lado Certo da Vida Certa foi anunciado para ser lançado no dia 30 de setembro de 2013.
Em 16 de setembro se iniciou a pré venda do álbum no iTunes e ONErpm, liberando o nome das 12 faixas do disco. Na noite de 29 de setembro, o álbum inteiro foi carregado no YouTube pelo canal oficial do Bonde da Stronda, permitindo aos fãs ouvirem o álbum antes da data oficial de lançamento. O Lado Certo da Vida Certa lançado oficialmente no dia 30 de setembro de 2013, como programado, pela Galerão Records, conta com participações especiais de Prexeca Bangers e de MC Guimê.
Em 19 de janeiro de 2014, foi lançado o segundo single e videoclipe do álbum com a canção "Na Atividade", música que conta com participação de MC Guimê, sendo destaque na página principal do YouTube passando dos 250 mil acessos nas primeiras 24 horas de lançamento. O Bonde da Stronda lançou seu terceiro e último clipe para o disco com a canção "Dá Meu Copo", no dia 20 de Junho de 2014. Em setembro de 2014, foi lançado o clipe da música "Blindão" de Léo Stronda com participação de LetoDie, sendo o primeiro clipe da dupla no seu canal Vevo do YouTube, que já ultrapassou a marca de 18 milhões de visualizações. Um mês depois foi lançado o clipe da música "Pega a Visão" de Mr. Thug que atualmente possui mais de 5 milhões de visualizações no Youtube. Depois desse projeto paralelo o foco voltou para o CD "O Lado Certo Da Vida Certa" com os vídeos de "Não Tenho Dom" e "Sozinha".

### 2015: Projeto solo de Diego Thug eGold
Em fevereiro de 2015, Diego Thug, anunciou pelo Facebook a gravação de um EP solo: "Vou começar a gravação do meu EP solo. Mas acalmem-se, não vamos acabar com o Bonde da Stronda, nem nada perto disso. Só vou fazer um trabalho sozinho pra inovar e gerar mais conteúdo pra vocês.", disse o rapper sobre a produção de "Smoke Swag". Diego Thug também anunciou a gravação de um novo álbum da dupla, com previsão para o fim do ano. Para o disco, o Bonde da Stronda lançou três singles com clipe, primeiramente "Shake That Ass", em janeiro (com participação de Mr. Catra, MC Cond, Rugal e MC Alandim e produção de Dennis DJ e GummyBeatz), logo depois "Qual Vai", single lançado em abril e clipe em junho (com produção de A$AP TyBeats e de Dennis DJ) e "Bandida" em outubro (produzida por Dennis DJ).
Álbum lançado em comemoração aos nove anos de carreira
No dia 5 de novembro, o Bonde da Stronda lançou o CD Gold no seu canal oficial do YouTube e anunciou em seu show em Manaus que ocorreu no mesmo dia, o disco conta com oito faixas, entre elas os singles "Qual Vai", "Shake That Ass" e "Bandida". O álbum conta com as colaborações de Mr. Catra, MC Alandim, MC Cond, Rugal e V.K e com a produção musical de Dennis DJ.

### 2016-2023: Lançamentos menores e saída de Léo Stronda
Durante seis anos, a dupla se manteve ativa com lançamentos musicais que atingiam majoritariamente sua base de fãs. Em março de 2023, após converter-se ao cristianismo, Léo Stronda anunciou sua saída do grupo pelas redes sociais.

## Discografia
Álbuns de estúdio
- Nova Era da Stronda (2009)
- A Profecia (2011)
- Corporação (2012)
- Feito pras Damas (2013)
- O Lado Certo da Vida Certa (2013)
- Gold (2015)
- Motorhead (2020)

Álbuns independentes
- Stronda Style (2008)

## Videografia

### Videoclipes
| Ano  | Canção                                                       | Álbum                      |
| ---- | ------------------------------------------------------------ | -------------------------- |
| 2009 | Tic-Tic Nervoso                                              | Trilha Sonora Malhação ID  |
| 2010 | Playsson Raiz                                                | Nova Era da Stronda        |
| 2010 | Mansão Thug Stronda (part. Mr. Catra)                        | Nova Era da Stronda        |
| 2011 | Tudo Para Mim (part. Babí Hainni)                            | A Profecia                 |
| 2011 | Esbórnia & Álcool                                            | A Profecia                 |
| 2011 | Hell de Janeiro (part. Leleco 22)                            | —                          |
| 2012 | Tem Que Respeitar (part. Dudu Nobre)                         | Corporação                 |
| 2012 | Zika do Bagui (part. Pollo)                                  | Corporação                 |
| 2012 | Tem Espaço?, Faz Tatuagem! (Mr. Thug)                        | —                          |
| 2012 | Bonde da Maromba (Léo Stronda)                               | —                          |
| 2013 | Minha Pira (Hevo 84)                                         | —                          |
| 2013 | Swing do Bonde (part. Alandin MC)                            | Corporação                 |
| 2013 | Das Antigas                                                  | Corporação                 |
| 2013 | Eu Só Queria                                                 | O Lado Certo da Vida Certa |
| 2014 | Na Atividade (part. MC Guimê)                                | O Lado Certo da Vida Certa |
| 2014 | O Bonde Segue (part. Terra Preta)                            | EP Inevitável              |
| 2014 | Blindão (part. LetoDie)                                      | —                          |
| 2014 | Pega a Visão                                                 | —                          |
| 2015 | Shake That Ass (part. Mr. Catra, MC Cond, Rugal, MC Alandim) | Gold                       |
| 2015 | Qual Vai                                                     | Gold                       |
| 2015 | Bandida                                                      | Gold                       |
| 2016 | Antes que o Dia Termine                                      | Gold                       |
| 2017 | Foge Comigo                                                  | —                          |
| 2017 | De Novo                                                      | Principium                 |
| 2017 | Bando (part. MC Igu)                                         | Principium                 |
| 2018 | Medusa                                                       | —                          |
| 2018 | Perigosa                                                     | —                          |
| 2018 | Intriga                                                      | —                          |
| 2018 | Planos                                                       | —                          |
| 2019 | All In                                                       | —                          |
| 2019 | Distração                                                    | —                          |
| 2019 | Bon Vivant                                                   | —                          |
| 2019 | Contra Mão (part. Vince Keys)                                | —                          |
| 2020 | Na Noite Passada                                             | Praiana                    |
| 2020 | Liberdade                                                    | Praiana                    |
| 2020 | Beira Mar                                                    | Praiana                    |
| 2020 | Bares e Bailes                                               | Praiana                    |
| 2020 | Oceano                                                       | Praiana                    |
| 2020 | Maserati                                                     | Motorhead                  |
| 2020 | Cadillac                                                     | Motorhead                  |
| 2020 | Volvo                                                        | Motorhead                  |
| 2020 | R1                                                           | Motorhead                  |
| 2020 | Evoque                                                       | Motorhead                  |
| 2020 | Mercedes                                                     | Motorhead                  |
| 2020 | Jaguar                                                       | Motorhead                  |
| 2021 | Não Vá Dizer                                                 | 4 Estações                 |
| 2021 | Maria                                                        | 4 Estações                 |
| 2021 | Baby                                                         | 4 Estações                 |
| 2021 | Um Instante                                                  | 4 Estações                 |
| 2021 | Tem Espaço? Faz Tatuagem! 2                                  | —                          |
| 2021 | Reunião                                                      | —                          |

## Formação
| Membros Anteriores - Diego Thug (Diego Raphael Villanueva) (2006-2023) - Léo Stronda (Leonardo Schulz) (2006-2023) | - MC Cot (Marcus Vinicius Mello) (2006-2007) - MC Night (Patrick Baptista Lopes) (2006-2008) |

Membros de Shows
- Orelha - DJ (2010-2011, 2013-2023)

## Premios e Indicações
- Shorty Awards 2014 - Indicado [47]
- Prêmio Multishow 2011 - Indicado